# 政橋雅人
政橋 雅人（まさはし まさと）は、日本のテレビプロデューサー・実業家。元日本テレビ情報エンタテインメント局所属のチーフプロデューサー、子会社の日テレアックスオン、イカロス取締役。

## 人物
- 1981年日本テレビ入社。1996年に「1億人の大質問!?笑ってコラえて!」で初めてプロデューサーとなる。その後、桜田和之チーフプロデューサー（現:執行役員人事局長、前:日テレアックスオン社長→バラエティー局長→制作局長）の担当する番組に主に携わる。
- 2002年頃に、吉田真チーフプロデューサー（現:執行役員編成局長、前:編成局次長→人事局総務兼人事部長兼人材育成部長）の担当していた「スーパースペシャル」の担当プロデューサーとなり、同番組内で放送された数多くの特別番組を担当した。
- 一時期制作現場から外れていたが、2004年6月にチーフプロデューサーに昇格し吉田CPの担当していた番組の一部を引き継いだ。
- また、2006年1月から大山昌作担当CPの担当していた番組を一部引き継ぎ、情報番組も担当するようになる。
- 同局では、主にバラエティ番組、情報番組を担当していた。
- 2008年7月1日付で日テレアックスオンの取締役に就任。このため担当していた番組は、高橋正弘、染井将吾、鈴江秀樹チーフプロデューサーらに引き継いでいる。
- 2010年6月29日付で編成局シニアチーフクリエイターに就任。
- 2012年6月1日付でイカロス取締役。
- 2017年6月1日付で退任。

## 過去の担当番組

### プロデューサー
- ザ・ワイド
- 1億人の大質問!?笑ってコラえて!
- 特命リサーチ200X
- モー。たいへんでした
- BS11PM
- スーパースペシャル
  - さんま・所のオシャベリの殿堂
  - テレビ生誕50年!天下を取った名曲ベスト50
  - ダウンタウンのバラエティ50年史

### チーフプロデューサー
バラエティ番組
- 冒険!CHEERS!!
- 億万のココロ・愛しのマネー$伝説
- 世界!超マネー研究所
- 未来創造堂
- ルドイア☆星惑三第
- オトナの資格
- くちコミ☆ジョニー!
- 本当にあった日本史サスペンス劇場
- 中井正広のブラックバラエティ
- ザ!世界仰天ニュース
- THEスペシャル!
  - ものまねバトル
  - FBI超能力捜査官
  - 鳥人間コンテスト選手権大会

情報番組
- ラジかる!!
- ラジかるッ
- 新ニッポン探検隊
- THE・サンデー
- ぶらり途中下車の旅
- 所さんの目がテン!

スペシャル番組
- Renaissance 時空の旅人
- 笑いと涙の大家族スペシャル!
- あの人は今!?スペシャル
- 天国のスタア「忘レラレナイ44人」
- 奇跡の生還! 九死に一生スペシャル

### 番組協力
- 大笑点（2006年、2007年）

### 企画
- 雑'sジャパン（2015年）